# Marie Høgh-Poulsen
Marie Høgh-Poulsen (født 10. December 1999 i Viborg, Danmark) er en dansk håndboldspiller som spiller venstre fløj for Viborg HK. Hendes søster hedder Clara Høgh-Poulsen. 